# Nongam-myeon
Nongam-myeon (koreanska: 농암면)  är en socken i kommunen Mungyeong i provinsen Norra Gyeongsang i den centrala delen av
Sydkorea, 140 km sydost om huvudstaden Seoul.